# مغامرات محظوظ
مغامرات محظوظ (بالإنجليزية: Detective Bogey) هو مسلسل رسوم متحركة إسباني عرض لأول مرة في عام 1994 واستمر عرضه حتى عام 1996. وتمت دبلجة المسلسل للغة العربية.

## روابط خارجية
- مغامرات محظوظ على موقع IMDb (الإنجليزية)
- مغامرات محظوظ على موقع قاعدة بيانات الفيلم (الإنجليزية)
- مغامرات محظوظ على موقع كينوبويسك (الروسية)
- مغامرات محظوظ على موقع ألو سيني (الفرنسية)
- مغامرات محظوظ على موقع قاعدة بيانات الفيلم (الإنجليزية)
- Detektiv Bogey bei neptunofilms.com
- Detektiv Bogey bei fernsehserien.de